# Tahiridsko Carstvo
Tahiridsko Carstvo (perz. طاهریان) je naziv za iransku državu koja je u 9. stoljeću obuhvaćala sjeveroistočna područja Velikog Irana: današnji Iran, Afganistan, Tadžikistan, Turkmenistan i Uzbekistan. Prijestolnica je prvotno bila smještena u Mervu, a potom je prebačena u Nišapur. Taharidi se uz Samanide smatraju prvom nezavisnom iranskom dinastijom nakon Sasanidskog Perzijskog Carstva.
Tahiridi su kao abasidski vazali prvotno vladali u Horasanu, no s vremenom su ostvarivali sve veći stupanj samostalnosti. Osnivač Taharidskog Carstva bio je Abul Tajeb Tahir, general koji je u početku karijere služio abasidskog kalifa iz Bagdada, a potom je zbog zasluga dobio velike dijelove zemlje u istočnom Iranu. Tahiridi su ubrzo proširili utjecaj i do Indije, a igrali su važnu vojnu ulogu i u samom Bagdadu jer su bili cijenjeni kao vrsni ratnici. Taharidska država nestala je 873. godine kada je pripojena Safaridskom Carstvu.